# Villalbín
Villalbín é uma cidade do Paraguai, Departamento Ñeembucú.

## Transporte
O município de Villalbín é servido pelas seguintes rodovias:
- Caminho em terra ligando a cidade de Mayor José Martinez  ao município de Cerrito
- Caminho em terra ligando a cidade de Mayor José Martinez ao município de Laureles [1][2][3]